# 앙헬로 프레시아도
앙헬로 스미트 프레시아도 키뇨네스(스페인어: Ángelo Smit Preciado Quiñónez, 1998년 2월 18일 ~ )는 에콰도르의 축구 선수로 현재 1. 체스카 포트발로바 리가의 스파르타 프라하에서 라이트 백으로 활약하고 있다.